# Karajukića Bunari
Karajukića Bunari (izvirno srbsko Карајукића Бунари) je naselje v Srbiji, ki upravno spada pod Občino Sjenica; slednja pa je del Zlatiborskega upravnega okraja.

## Demografija
V naselju živi 77 polnoletnih prebivalcev, pri čemer je njihova povprečna starost 32,0 let (31,4 pri moških in 32,6 pri ženskah). Naselje ima 30 gospodinjstev, pri čemer je povprečno število članov na gospodinjstvo 3,87.
|  |

| Demografija | Demografija     | Demografija     |
| Leto        | Št. prebivalcev | Št. prebivalcev |
| ----------- | --------------- | --------------- |
|             |                 |                 |
|             |                 |                 |
|             |                 |                 |
|             |                 |                 |
| 1948        | 30              |                 |
| 1953        | 35              |                 |
| 1961        | 41              |                 |
| 1971        | 154             |                 |
| 1981        | 171             |                 |
| 1991        | 207             | 206             |
| 2002        | 144             | 116             |
|             |                 |                 |

| Etnična sestava po popisu iz leta 2002 | Etnična sestava po popisu iz leta 2002 | Etnična sestava po popisu iz leta 2002 | Etnična sestava po popisu iz leta 2002 | Etnična sestava po popisu iz leta 2002 |
| -------------------------------------- | -------------------------------------- | -------------------------------------- | -------------------------------------- | -------------------------------------- |
| Bošnjaki                               | Bošnjaki                               |                                        | 109                                    | 93,96%                                 |
| Srbi                                   | Srbi                                   |                                        | 7                                      | 6,03%                                  |
| Neznano                                | Neznano                                |                                        | 0                                      | 0,0%                                   |